# 李高 (西晋)
李 高（り こう、生没年不詳）は、西晋の人物。字は閭術。

## 生涯
巴西郡西充国県の出身。
泰始4年（268年）、罪を犯した元蜀兵の王富が逃亡する途中、容貌の似ていた都護諸葛瞻を騙って臨邛で数百人を集め、反晋復漢を唱えて決起すると、江原方略吏であった李高のいる江原に攻め寄せてきた。李高はこれを捕らえて益州刺史の董栄の元に送り、王富は董栄に処刑された。
太康の役では牙門将として王濬に付き従い、長江を下って何攀らと共に孫晧を捕らえるのに功があったため県侯に封じられた。呉軍の主力と戦っていた王渾と周浚は王濬が独断で孫晧を降伏させたのに不満を持っており、武帝に王濬を弾劾奉表した中で、李高が孫晧の宮殿を焼き払ったことに言及している。
後に金城郡太守・雁門郡太守に上った。